# Parzęczew (osada w województwie wielkopolskim)
Parzęczew – osada w Polsce położona w województwie wielkopolskim, w powiecie jarocińskim, w gminie Jaraczewo.
W latach 1975–1998 miejscowość położona była w województwie kaliskim.